# ژنان بائو
ژِنان بائو (چینی: 鲍哲南؛ پین‌یین: Bào Zhé-nán; ۱۹۷۰ (۵۴–۵۵ سال) یک مهندس شیمی چینی‌تبار آمریکایی است. او استاد کرسی کی. کی لی در رشته مهندسی شیمی در دانشگاه استنفورد است و همچنین به‌صورت افتخاری در گروه‌های شیمی و علوم و مهندسی مواد فعالیت دارد. او از سال ۲۰۱۸ تا ۲۰۲۲ ریاست دپارتمان مهندسی شیمی را بر عهده داشت. بائو یکی از ویراستاران مجله «چمیکال ساینس» متعلق به انجمن سلطنتی شیمی، «پلیمر ریویو» و «سینتسیک مدال» بود. او برای کارهایش در زمینه ترانزیستورهای اثر میدان آلی (organic field-effect transistors) و نیمه‌رساناهای آلی شناخته شده است، که در کاربردهایی مانند الکترونیک انعطاف‌پذیر و پوست الکترونیکی استفاده می‌شوند. وی همچنین برندهٔ جوایزی همچون جایزه ویلارد گیبس شده است.

## زندگی اولیه و تحصیلات
بائو در سال ۱۹۷۰ در نانجینگ، چین متولد شد. پدر او استاد شیمی‌فیزیک در دانشگاه نانجینگ بود. بائو در سال ۱۹۸۷ تحصیل در رشته شیمی را در مقطع کارشناسی در دانشگاه نانجینگ آغاز کرد. در طول حضورش در این دانشگاه، در آزمایشگاه جی شیو (Gi Xue) بر روی پلیمرهای متقاطع‌شده با طلا کار می‌کرد.
در سال ۱۹۹۰، بائو همراه با خانواده‌اش به ایالات متحده مهاجرت کرد و به دلیل نزدیکی به اقوام، در دانشگاه ایلینوی در شیکاگو ثبت‌نام کرد. چند ماه بعد، به‌طور مستقیم و بدون داشتن مدرک کارشناسی، در برنامه دکترای شیمی در دانشگاه شیکاگو پذیرفته شد؛ این به‌دلیل دو جایزه‌ای بود که در دوره کارشناسی در دانشگاه نانجینگ دریافت کرده بود. در دانشگاه شیکاگو، به‌عنوان یکی از اولین دانشجویان تحصیلات تکمیلی لوپینگ یو (Luping Yu)، از واکنش‌های کوپل‌شدن متقاطع کاتالیزشده با پالادیوم برای سنتز پلیمرهای رسانا و کریستال مایع استفاده کرد.
بائو در سال ۱۹۹۳ مدرک کارشناسی ارشد شیمی و در سال ۱۹۹۵ مدرک دکترای شیمی خود را از دانشگاه شیکاگو دریافت کرد. او تا به امروز مدرک کارشناسی ندارد.

## حرفه
پس از اتمام دکترا، به بائو پیشنهاد شد تا به‌عنوان پژوهشگر فوق‌دکترا به دانشگاه کالیفرنیا، برکلی بپیوندد، اما او تصمیم گرفت به بخش تحقیقات مواد در آزمایشگاه بل (Bell Labs) وابسته به شرکت لوسنت تکنولوژی ملحق شود. در آنجا، او اولین ترانزیستور کاملاً پلاستیکی یا ترانزیستور اثر میدان آلی را توسعه داد که امکان استفاده در کاغذ الکترونیکی را فراهم می‌کرد. در همین دوران، یان هندریک شون مجموعه‌ای از مقالات را منتشر کرد که ادعای پیشرفت‌های چشمگیر در حوزه نیمه‌رساناها داشت، که دو مقاله از آن‌ها با همکاری بائو بود. این مقالات در نهایت به‌دلیل تقلب پس گرفته شدند، اما بائو از هرگونه اتهام سوءرفتار علمی تبرئه شد. او در سال ۲۰۰۱ به‌عنوان عضو برجسته فنی در آزمایشگاه بل انتخاب شد.
او مؤسس «ابتکار الکترونیک پوشیدنی استنفورد» (Stanford Wearable Electronics Initiative یا eWEAR) است و در حال حاضر مدیر علمی این برنامه به‌شمار می‌رود.
در سال ۲۰۰۴، به حوزه دانشگاهی بازگشت و به هیئت علمی دانشگاه استنفورد پیوست؛ جایی که تمرکز او بر مطالعه نیمه‌رساناهای آلی و نانولوله‌های کربنی با استفاده از روش‌های جدید ساخت است. کارهای اخیر آزمایشگاه او شامل توسعه پوست الکترونیکی و سلول‌های خورشیدی تمام‌کربنی است. بائو یکی از بنیان‌گذاران و عضو هیئت‌مدیره شرکت‌های استارتاپ سی۳ نانو و پیرامس هلث است؛ هر دو شرکت توسط سرمایه‌گذاران در سیلیکون‌ولی پشتیبانی می‌شوند. او همچنین شریک مشاور در شرکت سرمایه‌گذاری فشن ونتور کاپیتال است.

## پژوهش
بائو و تیم تحقیقاتی‌اش در دانشگاه استنفورد در حال حاضر چندین پروژه پژوهشی در دست اجرا دارند (تا سال ۲۰۲۲). با استفاده از یک «روش چاپ تازه‌توسعه‌یافته»، بائو و گروهش مدارهای یکپارچه با ظاهری شبیه پوست تولید کرده‌اند. این مواد جدید می‌توانند در حسگرهای پوستی، شبکه‌های در مقیاس بدن، و ابزارهای زیست‌الکترونیکی کاشتنی استفاده شوند.